# David Nutt

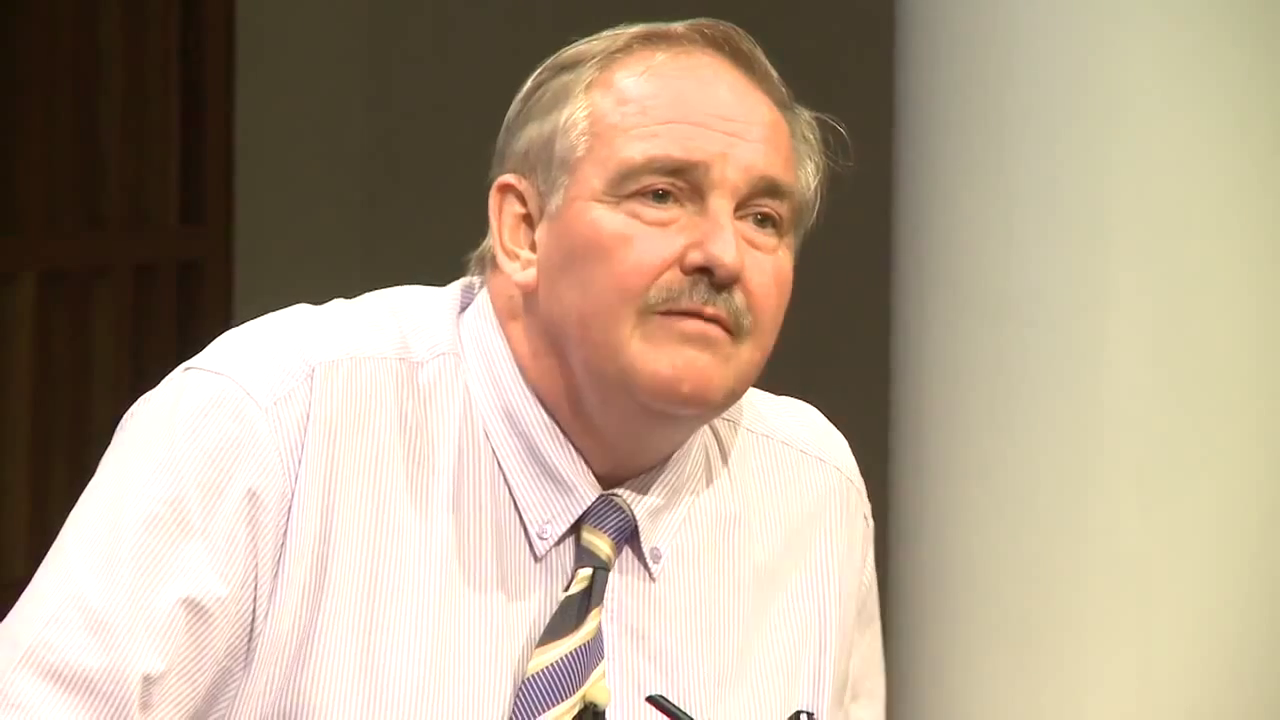
David Nutt

David John Nutt (* 16. April 1951) ist ein britischer Psychiater und Psychopharmakologe und bekannt durch seine wissenschaftlich fundierten, aber drogenpolitisch umstrittenen Aussagen zu körperlichen und psychischen Risiken von Drogen.

## Leben
David Nutt besuchte die Bristol Grammar School und studierte am Downing College der University of Cambridge, woraufhin er seine medizinische Ausbildung am Guy’s Hospital in London abschloss, um sich schließlich in Neurologie weiterzubilden. Nach Abschluss seiner psychiatrischen Ausbildung in Oxford war er dort als Dozent tätig und wurde später zum Senior Fellow in der Psychiatrie berufen. Danach war er zwei Jahre Leiter der Abteilung für Klinische Wissenschaft am Nationalen Institut für Alkoholmissbrauch und Alkoholismus in Bethesda, Maryland. Ab 1978 beschäftigte sich Nutt intensiv mit Drogen und ihrem Einfluss auf den menschlichen Körper, wobei er unvoreingenommen illegale Stoffe und rezeptpflichtige Medikamente gleichermaßen betrachtete, um den Beweis zu erbringen, dass auch illegale Substanzen medizinischen Zwecken dienen können.
Nach seiner Rückkehr nach England im Jahre 1988 gründete er eine psychopharmakologische Abteilung an der Universität von Bristol, eine interdisziplinäre Forschungsgruppe aus den Abteilungen für Psychiatrie und Pharmakologie. Im Jahr 2007 veröffentlichte er einen wissenschaftlichen Bericht, der zur Folge hatte, dass die Regierung Großbritanniens ihn seines Amtes enthob, da die Studienergebnisse ihn schlussfolgern ließen, dass Cannabis, LSD und Ecstasy weniger schädigend für den Körper seien als Alkohol und Tabak, sowohl auf individueller als auch auf gesamtgesellschaftlicher Ebene.
Im Dezember 2008 wurde er an das Imperial College in London berufen, wo er eine ähnliche Gruppe mit einem besonderen Fokus auf bildgebende Verfahren des Gehirns mittels PET-Scan einrichtete. Derzeit (Ende 2015) ist er Vorsitzender der DrugScience, einem formal unabhängigen wissenschaftlichen Ausschuss für Arzneimittel, und Präsident des European Brain Council. Zuvor war er Präsident des European College of Neuropsychopharmacology (ECNP), der britischen Neuroscience Association (BNA) und der British Association of Psychopharmacology (BAP). Darüber hinaus ist er ein Mitglied der Royal Colleges of Physicians and Psychiatrists und Mitglied der Akademie der Medizinischen Wissenschaften sowie Mitglied des Internationalen Zentrums für Wissenschaft in der Drogenpolitik.
David Nutt hat mehr als 400 Originalarbeiten veröffentlicht, acht Regierungsberichte über Drogen und 27 Bücher. Zuvor hatte er den Vorsitz des beratenden Ausschusses für den Missbrauch von Drogen von 1998 bis 2009 inne. Besonders beschäftigt er sich mit therapeutischen und auch illegalen Drogen, den durch sie verursachten Schäden und ihrer strafrechtlichen Einstufung.
Zusammen mit David Orren gründete David Nutt GABALabs, welches sich mit der Entwicklung von Substanzen, die die Wirkung von Alkohol nachahmen sollen (mit milderen Auswirkungen auf die Gesundheit), beschäftigt.

## Nutts Einstufungen von psychotropen Substanzen

Vergleich des durch diverse psychoaktive Drogen verursachten Schadens, basierend auf einer Umfrage unter medizinischen Psychiatern, die auf Suchtbehandlung spezialisiert sind

Schadenspotenziale geläufiger Drogen (Folgestudie)

### Allgemeine Positionen
David Nutt fordert in Bezug auf psychotrope Substanzen Aufklärung statt Kriminalisierung, da er aufgrund wissenschaftlicher Studien der Auffassung ist, dass alle psychotropen Substanzen schädlich seien, jedoch nicht gleich schädlich, weshalb jeder mündige Bürger die Möglichkeit haben sollte, informierte Entscheidungen über seinen Konsum zu treffen.
Weiterhin ist er davon überzeugt, dass die Kriminalisierung von Drogenkonsumenten meist mehr Schaden anrichtet, als es die Drogen selbst tun. Selbst wenn man den Konsum illegaler Drogen hochrechnet, besteht auf der anderen Seite eine klare Diskrepanz zwischen Alkohol, Tabak und illegalen Drogen, was den Schaden betrifft, da Rauchen extrem süchtig macht und jährlich fünf Millionen Menschen weltweit tötet, Alkohol immerhin 2,5 Millionen, während illegale Drogen 200.000 Opfer fordern.

### Position zu Cannabis
David Nutt kommt nach seinen Studien zu dem Schluss, dass das Rauchen von Cannabis nur ein „relativ kleines Risiko“ für psychotische Erkrankungen durch Cannabis darstellt.
Darüber hinaus erachtet David Nutt die Cannabisprohibition für irrational, denn auch wenn er einen – noch unbewiesenen – Zusammenhang zwischen Cannabiskonsum und Schizophrenie für möglich hält, ist er der Überzeugung, dass die Wissenschaft den von den Medien propagierten Grad an Angst vor Cannabis auf keinen Fall rechtfertigt.

### Position zu psilocybinhaltigen Pilzen
David Nutt ist der Auffassung, dass sich Psilocybin und Psilocin als nützlich für Menschen mit resistenten Depressionen erweisen könnten, da es den Teil des Gehirns, der im Falle einer Depression überaktiv ist, abschalte.

### Position zu LSD
Gemeinsam mit einer Arbeitsgruppe kam Nutt zu dem Ergebnis, dass das Eigenschädigungspotential von LSD im Vergleich zu anderen psychotropen Substanzen als eher gering anzusehen sei, während das Fremdschädigungspotential von LSD überhaupt nicht vorhanden sei. Die Ergebnisse der Studien wurden 2007 und 2010 im Fachjournal The Lancet veröffentlicht. Nachfolgestudien mit ähnlichen Ergebnissen erschienen 2015 und 2023 im Journal of Psychopharmacology.
Nutt meint, dass LSD aufgrund in den 1950er und 1960er Jahren durchgeführter Experimente als hilfreich bei der Behandlung vieler Krankheitsbilder anzusehen sei, insbesondere der Behandlung von Alkoholismus.
Dass es im Jahr 1967 für illegal erklärt wurde, hält er für eine absurdes Maß an Zensur, da aufgrund der schweren Einschränkungen auch für klinische Studien LSD seitdem nur Gegenstand einer klinischen Studie in der Schweiz und zwei weiterer neurowissenschaftlicher Studien gewesen sei.

### Position zu MDMA
In einer wissenschaftlichen Zeitschrift schrieb Nutt, die Einnahme von Ecstasy (MDMA) sei nicht schlechter als die Risiken von „Equasy“, ein Begriff, den er als Bezeichnung für die Sucht zu Reiten (eng: Equine Addiction Syndrome) verwendete. Er stellte den 10 Todesopfern und 100 Verkehrsunfällen, die im Zusammenhang mit dem vollkommen legalen Reiten jährlich zu beklagen sind, die 30 Personen gegenüber, die im Vereinigten Königreich jährlich im Zusammenhang mit MDMA zu Tode kommen.

## Werke
Bücher
- mit M. Sarter und R. G. Lister: Benzodiazepine Receptor Inverse Agonists. Wiley-Liss, Hoboken 1995, ISBN 0-471-56173-8.
- mit W. B. Mendelson: Hypnotics and Anxiolytics. In: Baillière's Clinical Psychiatry. Ed. Byres, C. Baillière's Tindall, London 1995.
- mit C. J. Bell und J. Potokar: Depression, Anxiety and mixed Conditions. Martin Dunitz Publishers, London 1997.
- mit J. C. Ballenger und J. P. Lépine: Panic disorder: clinical diagnosis and treatment. Martin Dunitz Publishers, London 1998.
- mit S. Argyropoulos und S. Forshall: Generalized anxiety disorder: diagnosis, treatment and its relationship to other anxiety disorders. Martin Dunitz Publishers, London 1998.
- mit R. Shiloh und A. Weizman: Atlas of Psychiatric Pharmacotherapy. Martin Dunitz Publishers, London 1999, ISBN 1-85317-630-3.
- mit M. Briley: Milestones in Drug Therapy: Anxiolytics. Birkhäuser Verlag, Basel 2000, ISBN 3-7643-6032-1.
- mit J. Davidson und J. Zohar: Post traumatic stress disorder: diagnosis, management and treatment. Martin Dunitz Publishers, London 2000, ISBN 1-85317-926-4.
- mit S. E. Hood und S. V. Argyropoulos: Clinician’s manual on anxiety disorder and comorbid depression. Science Press, London 2000, ISBN 1-85873-397-9.
- mit E. J. L. Griez, C. Faravelli und J. Zohar: Anxiety disorders: an introduction to clinical management and research. John Wiley & Sons, Sussex 2001, ISBN 0-471-97873-6.
- mit C. Bell, C. Masterson und C. Short: Mood and anxiety disorders in children and adolescents. Martin Dunitz, London 2001, ISBN 1-85317-924-8.
- mit A. Feeney und S. Argyropoulos: Anxiety disorders comorbid with depression: panic disorder and agoraphobia. Martin Dunitz Limited, London 2002, ISBN 1-84184-049-1.
- mit K. Rickels und J. Davidson:  Generalised Anxiety Disorder: Symptomatology, Pathogenesis and Management. Martin Dunitz Limited, London 2002, ISBN 1-84184-131-5.
- mit J. C. Ballenger: Anxiety disorders. Blackwell Science, Oxford 2003, ISBN 0-632-05938-9.
- mit S. H. Kennedy, R. W. Lam und M. E. Thase: Treating depression effectively: applying clinical guidelines. Martin Dunitz Limited, London 2004, ISBN 1-84184-328-8.
- mit A. Doble und I. L. Martin: Calming the brain: benzodiazepines and related drugs from laboratory to clinic. Martin Dunitz Limited, London 2004, ISBN 1-84184-052-1.
- mit T. W. Robbins, G. V. Stimson, M. Ince und A. Jackson: Drugs and the Future: Brain Science, Addictio and Society. Elsevier, 2006, ISBN 0-12-370624-6.
- mit Shiloh, R. Weizman und DJ: Atlas of Psychiatric Pharmacotherapy. Martin Dunitz Publishers, London 2007, ISBN 978-1-85317-630-2.
- mit J. M. Monti, S. R. Pandi-Perumal und B. Jacobs: Serotonin and sleep; molecular functional and clinical aspects. Birkhauser Verlag, Boston 2007.
- mit T. R. Robbins und B. Everitt: The Neurobiology of Addiction – New Vistas. Oxford University Press, Oxford 2010.
- Drugs: without the hot air. UIT press, 2012, ISBN 978-1-906860-16-5.

Artikel
- Drugs and the Law: Report of the Independent Inquiry into the Misuse of Drugs Act 1971. Members of Inquiry: Viscountess Runciman (Chairman), A Chesney, R Fortson, J Hamilton PQPM, S Jenkins, A Maynard, L G Murray, DJ Nutt, D O’Connor QPM, G Pearson, I Wardle, B Williams, A Zera. Report published in 2000.
- mit J. R. Nash: Cannabis an update. 1999–2002. (Memento vom 23. Juni 2003 im Internet Archive) Advisory Council on the Misuse of Drugs (2002) The Classification of Cannabis under the Misuse of Drugs Act 1971.: Home Office, London 2002. (PDF)
- mit T. Williams: Ketamine – an update. 2000–2004. 2004.
- mit T. Williams: Equasy - An overlooked addiction with implications for the current debate on drug harms. In: Journal of Psychopharmacology. 23(1), 2009, S. 3–5.
- M. Rawlins u. a.: Further considerations of the classification of cannabis under the Misuse of Drugs Act 1971. 2005.
- M. Rawlins u. a.: Cannabis; classification and public health. Home Office online publication, 2008.
- Nutt u. a.: MDMA (ecstasy): A review of its harms and classification under Misuse of Drugs Act 1971. 2009.
- Addiction neurobiology: ethical and social implications – Public health. In: EMCDDA scientific monograph series. Nr. 9. Office for Official Publications of the European Communities, 2009, ISBN 978-92-9168-347-5, ISSN 1606-1691, doi:10.2810/48676.
- ISCD publication 2011. A minimum data set for the control of new drugs (Memento vom 6. März 2012 im Internet Archive)